# Province de Markazi
 (mars 2018).
Si vous disposez d'ouvrages ou d'articles de référence ou si vous connaissez des sites web de qualité traitant du thème abordé ici, merci de compléter l'article en donnant les références utiles à sa vérifiabilité et en les liant à la section « Notes et références ».
Markazi (en persan : استان مرکزی) est une des 31 provinces d'Iran.  
Elle est située dans l'ouest du pays, et sa capitale est Arak. Sa population est estimée à 1,35 million d'habitants et elle a une superficie de 29 130 km². Les frontières actuelles de la province datent de 1980, quand la province a été divisée dans ce qui est actuellement la province de Markazi et la province de Téhéran, dont des portions ont été annexées à la province d'Esfahan, la province de Semnan et la province de Zanjan.
Les principales villes de la province sont : Saveh, Arak, Mahallat, Parandak, Khomein, Delijan, Tafresh, Ashtian et Shazand  (précédemment appelée Sarband) 
Markazi a des hivers froids et secs dus à sa surface montagneuse et à son climat continental.

## Comtés et districtes
La province de Markazi est constituée de 8 comtés et 15 districts.

### Comtés

Comtés de Markazi

- Arak
- Ashtian
- Tafresh
- Khomein
- Saveh
- Shazand
- Mahallat
- Delijan
- Zarandiyeh
- Farahan

## Histoire

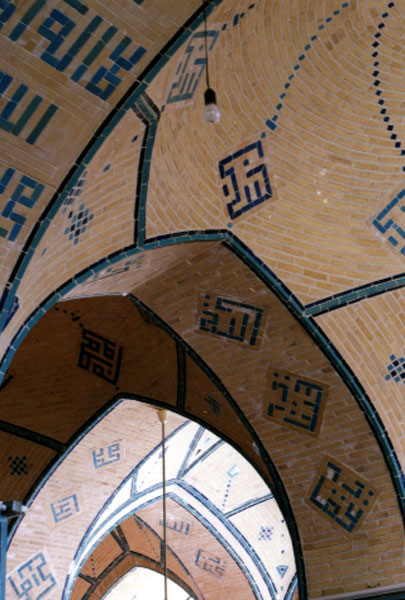
La Mosquée de la Congrégation de Narāgh. La province de Markazi est riche d'un héritage historique et architectural.

La province de Marakazi faisait partie de l'empire Mède au premier millénaire av. J.-C., empire qui était sur le territoire actuel des parties centrales et occidentales de l'Iran d'aujourd'hui. La région est considérée comme une des zones d'habitat anciennes sur le plateau iranien. De nombreuses ruines témoignent aujourd'hui de l'antiquité de cette région.
Durant les premiers siècles de l'Islam, le nom de cette région a été changé en Jabal ou Qahestan. Au début du Xe siècle, la ville de Khorheh était devenue célèbre dans la province de Jabal, suivie de Tafresh et Khomein.
Au cours du siècle dernier, l'expansion du chemin de fer nord-sud ou Corridor Perse et l'établissement d'industries majeures ont aidé à accélérer le développement de cette région.
De nombreuses célébrités de l'histoire Iranienne ont leurs origines dans cette province : Mirza Abulqasem Qaem Maqam, Abbas Eqbal Ashtiani, Mirza Taqi Khan Amir Kabir, Qaem Maqam Farahani, Mahmoud Hessabi, Ayatollah Khomeini, Ayatollah Araki, et d'autres.

## Universités
- Université des sciences médicales d'Arak
- Université de sciences et de technologie d'Iran, campus d'Arak
- Université d'Arak
- Université islamique libre de Khomein
- Université islamique libre d'Arak
- Université islamique libre de Saveh
- Université islamique libre d'Ashtian
- Université islamique libre, Campus de Tafresh
- Université de formations des maîtres de Moallem.

## Faune et flore
La diversité climatique et géographique de la province ont créé un habitat propice pour différentes espèces de faune et de flore spécialement endémiques et oiseaux d'eau migratoires. Les réserves naturels de la province sont :
- Réserve de Haftad Gholleh
- Réserve de Mooteh

Ces réserves sont les habitats d'espèces telles que des chèvres et des moutons sauvages ainsi que des gazelles. Différentes espèces de végétaux rares peuvent se trouver dans les zones montagneuses.